# Vaca Muerta

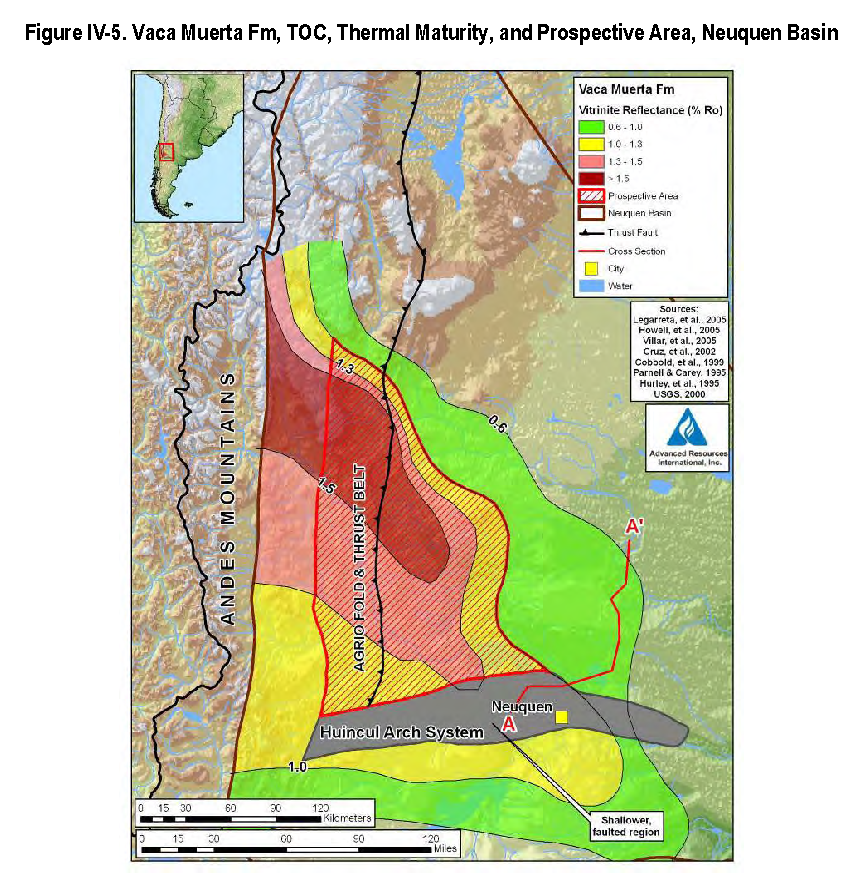
Maturidade da rocha fonte de hidrocarbonetos do xisto de Vaca Muerta

A Vaca Muerta é uma formação geológica do Jurássico Superior ao Cretáceo Inferior, localizada na Bacia de Neuquén, no norte da Patagônia, Argentina. É bem conhecida como a rocha hospedeira dos principais depósitos de óleo de xisto e gás de xisto.
A grande descoberta de petróleo na Vaca Muerta foi feita em 2010 pela antiga Repsol-YPF, que anunciou a descoberta em maio de 2011. As reservas comprovadas totais rondam os 927 milhões de barris (147,4 × 10⁶ m³), e a produção da YPF sozinha é de quase 45 mil barris por dia (7.200 m³/d). Em fevereiro de 2012, a Repsol YPF SA elevou sua estimativa de reservas de petróleo para 22,5 bilhões de barris (3,58 × 10⁹ m³). O EIA dos EUA estima que o total de hidrocarbonetos recuperáveis desta Vaca Muerta seja de 16,2 bilhões de barris (2,58 × 10⁹ m³) de petróleo e 308 trilhões de pés cúbicos (8,7 × 10¹²  m³) de gás natural, mais do que a Formação Los Molles do Jurássico Médio, rica em hidrocarbonetos, na Bacia de Neuquén.